# Gotteshülfeteich

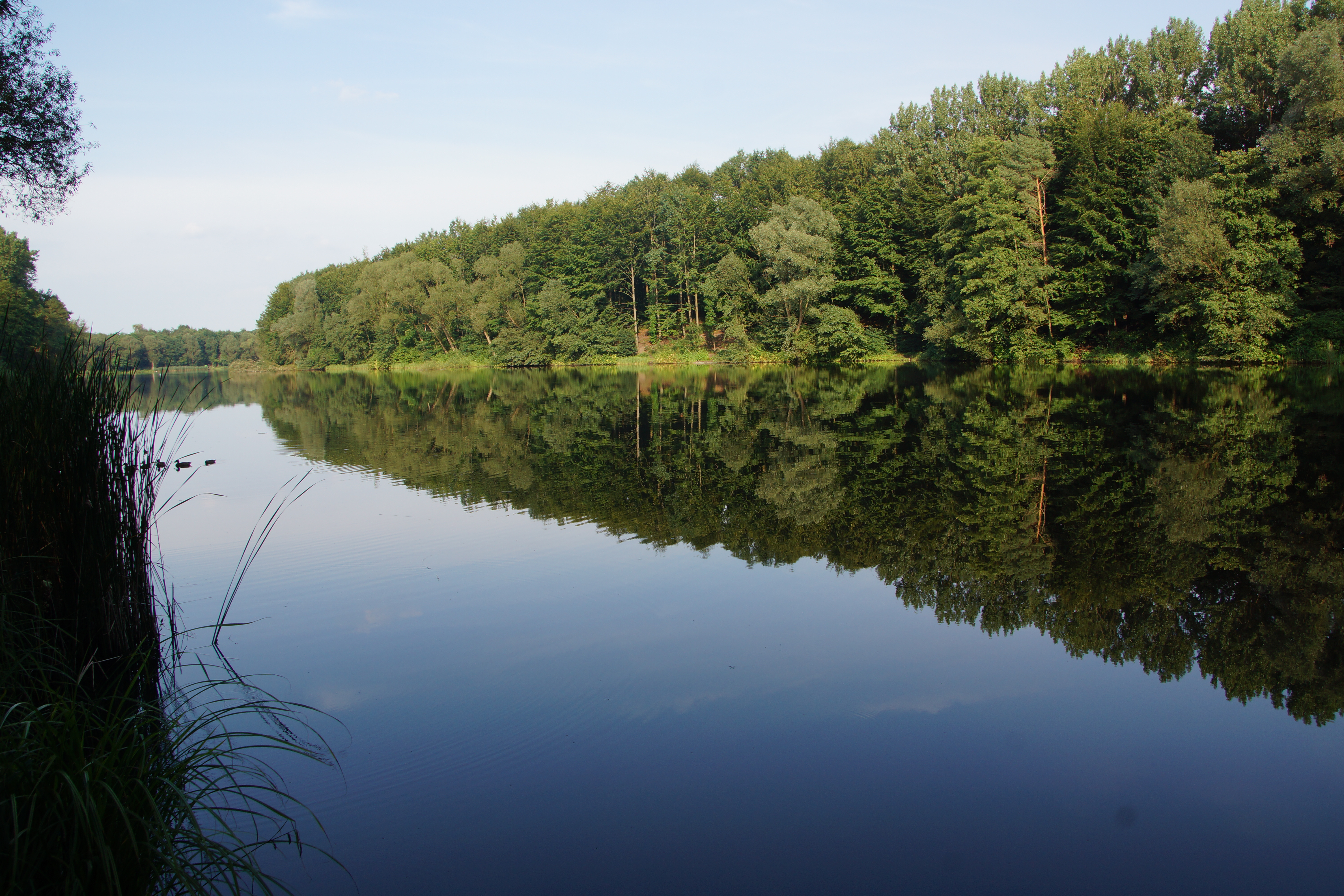
Gotteshülfeteich

Der Gotteshülfeteich ist ein See in der Stadt Hürth im Rhein-Erft-Kreis, Nordrhein-Westfalen. Er entstand im Tagebaurestloch der Braunkohlengrube Gotteshülfe.

## Lage
Der Gotteshülfeteich liegt südwestlich von Köln im Stadtgebiet der Stadt Hürth auf rekultiviertem Gelände des südlichen Teils des Rheinischen Braunkohlereviers im angekohlten Feld Gotteshülfe. Südöstlich des Sees befindet sich in direkter Nähe der Otto-Maigler-See. Umgeben wird das heutige Naherholungsgebiet von den Hürther Ortsteilen Gleuel und Berrenrath.

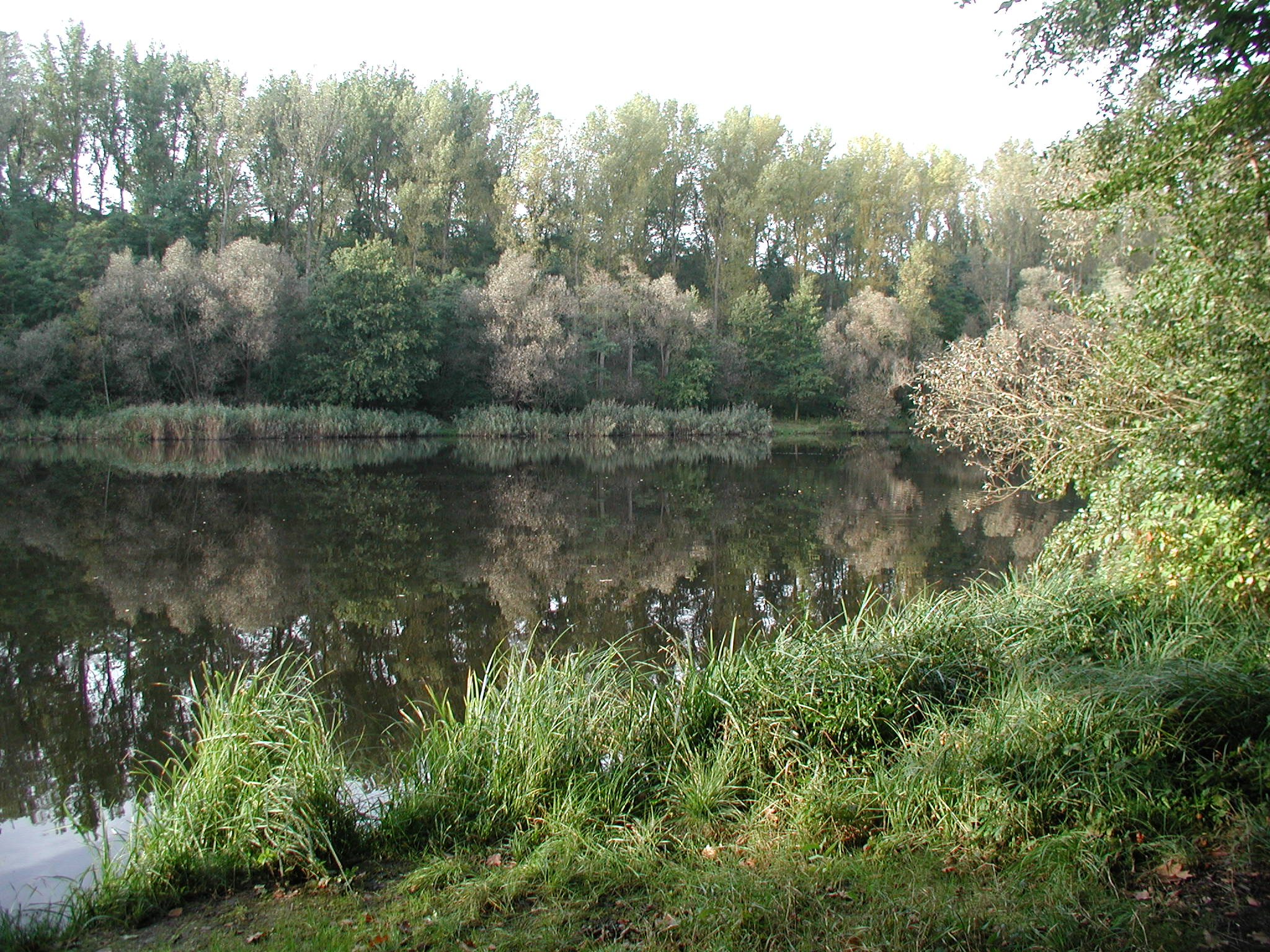
Gotteshülfeteich

## Entstehung
Der See entstand um 1955, westlich der Ortslage Gleuel im Zuge des Braunkohlebergbaus. Das schmale, langgezogene Tagebaurestloch wird von einer breiten Uferzone gesäumt. Gespeist wird das Gewässer durch Grundwasser und Oberflächenwasser. Der Ablauf des Teiches im Nordosten speist den Gleueler Bach.

## Namensgebung
Namensgeber für das Gewässer ist die ehemalige Grube Gotteshülfe.

## Ökologie

### Allgemeines
Das direkte Umfeld des Sees ist als Landschaftsschutzgebiet ausgewiesen.

### Flora
Am südwestlichen Ufer befindet sich ein feuchter Waldbereich. Das Gelände ist sumpfig und bietet Lebensraum für feuchtliebende Arten. Im Zuge der Rekultivierung wurde mit Schwarz-Erlen und Grau-Erlen aufgeforstet. Es existiert ein stabiler Bestand der in NRW stark gefährdeten Pflanzenart Zungen-Hahnenfuß, deren Vorkommen in der Niederrheinischen Bucht als ausgestorben galten. Die das Gewässer umgebenden Hangwälder wurden überwiegend mit Pappeln aufgeforstet, die mit heimischen Gehölzen durchsetzt sind. Teilweise enthalten die Waldflächen Bestände des Großen Zweiblatts.

### Fauna
Im Rahmen einer Kontrolle im Jahr 1997 wurde ein Zufallsfund der gefährdeten Waldschnepfe gemacht. Dieser Fund wurde seither nicht aktualisiert. Weiterhin bietet das Gewässer mit seinen umgebenden Wäldern Lebensraum für Wasserralle, Teichralle, Blässhuhn, Zwergtaucher, Mönchsgrasmücke und Zilpzalp.

### Hydrologische Daten
Der See befindet sich am nördlichen Ende der Villeseenplatte. Er ist schmal und langgezogen, wird durch einen Überlauf am nordöstlichen Ufer reguliert und durch Grund- und Oberflächenwasser gespeist.

## Nutzung
Es existieren einige Wanderwege rund um das Gewässer. Zu erreichen ist das Naherholungsgebiet vom Wanderparkplatz an der Wendelinusstraße oder der Burg Schallmauer aus, die sich am südlichen Ufer befindet.